# Brixey-aux-Chanoines
Brixey-aux-Chanoines är en kommun i departementet Meuse i regionen Grand Est (tidigare regionen Lorraine) i nordöstra Frankrike. Kommunen ligger i kantonen Vaucouleurs som tillhör arrondissementet Commercy. År 2022 hade Brixey-aux-Chanoines 78 invånare.

## Befolkningsutveckling
Antalet invånare i kommunen Brixey-aux-Chanoines
| Referens: INSEE |